# نیدرکروشتن
نیدرکروشتن (به آلمانی: Niederkrüchten) یک شهر در آلمان است که در Viersen واقع شده‌است. نیدرکروشتن ۱۵٬۳۷۸ نفر جمعیت دارد.